# Ancylocera nigella
Ancylocera nigella är en skalbaggsart som beskrevs av Pierre-Émile Gounelle 1913. Ancylocera nigella ingår i släktet Ancylocera och familjen långhorningar.
Artens utbredningsområde är Panama. Inga underarter finns listade i Catalogue of Life.